# Aida Fernández Escudero
Aida Fernández Escudero, también conocida como Aida Escudero, (Oviedo, 1985) es una poeta española en lengua asturiana y profesora de lengua y literatura de educación secundaria.

## Trayectoria
En 2018, Escudero publicó el poemario Familia con autorretratu al fondu, trabajo con el que ganó el Premio Asturias Joven de Poesía 2017. Después, en 2019, publicó el poemario Esti llugar qu'agora ye nuesu: poemariu neanderthal, donde hace una reflexión poética sobre los principales argumentos de la vida  a través de la era y los seres neanderthales a través de sus veintisiete poemas.

## Reconocimientos
En 2018, Escudero consiguió el Premio Asturias Joven de Poesía 2017 con la obra Familia con autorretratu al fondu. Al año siguiente, en 2019, se hizo con el XXIV Premio de Poesía en Lengua Asturiana Fernán Coronas correspondiente al año 2017, por el poemario titulado Esti llugar qu'agora ye nuesu: poemariu neanderthal, publicado por Ediciones Trabe. Este galardón, uno de los de mayor prestigio de las letras asturianas, lo entrega la Sociedad Popular, Recreativa y Cultural La Regalina, de Cadavedo.
Posteriormente, en 2020, la obra Esti llugar qu'agora ye nuesu: poemariu neanderthal consiguió el premio en la XXIV edición del Concurso de Poesía Padre Galo, y recibió el Premio de la Crítica de la Asociación de Escritores y Escritoras de Asturias (AEA) en la sección de Poesía en asturiano.

## Obra
- 2018 – Familia con autorretratu al fondu. Editorial Impronta. ISBN 9788494879500.[12]
- 2019 – Esti llugar qu'agora ye nuesu: poemariu neanderthal. Ediciones Trabe SL. ISBN 978-8480539661.[13]